# تعمية بين الطرفيات
في الاتصالات، التعمية بين الطرفيات (بالإنجليزية: End-to-end encryption)‏ هو ضرب من التعمية لا يمكن بموجبها إلا لأطراف الاتصال قراءة الرسائل المرسلة، وهذا يعني أن الاتصالات تظل معمَّاة بين طرفي الاتصال في أثناء تبادل الرسائل. ولا يستطيع أي طرفي ثالث الاطلاع على محتواها بما في ذلك الحكومات والسلطات ومزودي الخدمة. لا تُخزَّن الرسائل المتبادلة بهذه التقانة في أي مُخدِّم.

## تبادل مفتاح التعمية
لابد في هذا النوع من التعمية أن تكون مفاتيح التعمية معروفة فقط لطرفي الاتصال وحدهما، يمكن تحقيق ذلك باستخدام آلية ديفي وهيلمان لتبادل مفاتيح التعمية.

## التحديات

### هجوم الوسيط
تضمن التعمية بين الطرفيات انتقال البيانات انتقالاً آمناً بين طرفي الاتصال، لكن المهاجم قد لا يحاول فك التعمية، بل انتحال شخصية متلقي الرسالة، وذلك أثناء تبادل مفتاح التعمية أو من خلال التبديل بين مفتاحه العام وبين المفتاح العام للمتلقي الأصيل. وبذلك تُعمَّى الرسائل بمفتاح معروف للمهاجم، ويستطيع من خلالها قراءة الرسائل، كما أنه قد يعيد تعميتها بعد القراءة ثُمَّ يعيد إرسالها إلى المتلقي الأصلي لكي لا يُكشَف أمره.

### المصادقة
تحتوي أكثر بروتوكولات التعمية بين الطرفيات على نوع من أنواع المصادقة وذلك لمنع هجوم الوسيط. من الأمثلة على ذلك الاعتماد على الشهادات الرقمية من هيئة معتمدة لمنح الشهادات أو استخدام تقنية لتوليد مُلبَّدات باستعمال دوال تلبيد تعموية اعتمادًا على مفاتيح التعمية العامة أو الخاصة لطرفي الاتصال والتي من خلالها يستطيع الطرفان التأكد من موثوقية الاتصال وسلامته.
يمكن عرض هذه المُلبَّدات بعد ترميزها بنظام العد الست عشري فتكون على شكل سلسلة محرفية يمكن قرائتها ونقلها مشافهة بسهولة.
مثال على ذلك، المُلبَّد بطول 128 بت المعمى  بخوارزمية إم دي5 :
```
43:51:43:a1:b5:fc:8b:b7:0a:3a:a9:b1:0f:66:73:a8
```

### أمن تعمية بين الطرفيات
لا تضمن التعمية بين الطرفيات أمن طرفي الاتصال أنفسهم، بل أمن الرسائل التي يتبادلونها. إذ أن الطرفين لا زالا مُعَرّضين للاختراق بسرقة مفتاح التعمية الخاص بهما أو حتى قراءة الرسائل بعد فك التعمية سواء في وقت وصولها أو من خلال الاطلاع على الملفات المخزنة التي تحويها.

### الأبواب الخلفية
يُستخدَم الباب الخلفي لاختراق التعمية وأنظمة المصادقة. يُنشئ بعض المطورين والشركات، بقصد أو بغير قصد، أبوابًا خلفية في برمجياتهم تساعد على اختراق أنظمة التعمية والمصادقة.
سرَّب إدوارد سنودن معلومات في عام 2013م أن سكايب أنشأت بابا خلفيًا سمح لمايكروسوفت بتسليم رسائل المستخدمين إلى وكالة الأمن القومي الأمريكية مع أنَّ الرسائل كانت معمَّاة باستعمال خوارزمية تعمية بين الطرفيات.